# Gare de Garges - Sarcelles
Ne doit pas être confondu avec Gare de Sarcelles - Saint-Brice.
La gare de Garges - Sarcelles est une gare ferroviaire française de la ligne de Paris-Nord à Lille, située à la limite des territoires des communes de Garges-lès-Gonesse et de Sarcelles dans le département du Val-d'Oise, en région Île-de-France.
C'est une gare de la Société nationale des chemins de fer français (SNCF) desservie par les trains de la ligne D du RER.

## Situation ferroviaire
La gare se trouve au point kilométrique (PK) 12,060 de la ligne de Paris-Nord à Lille.

## La gare

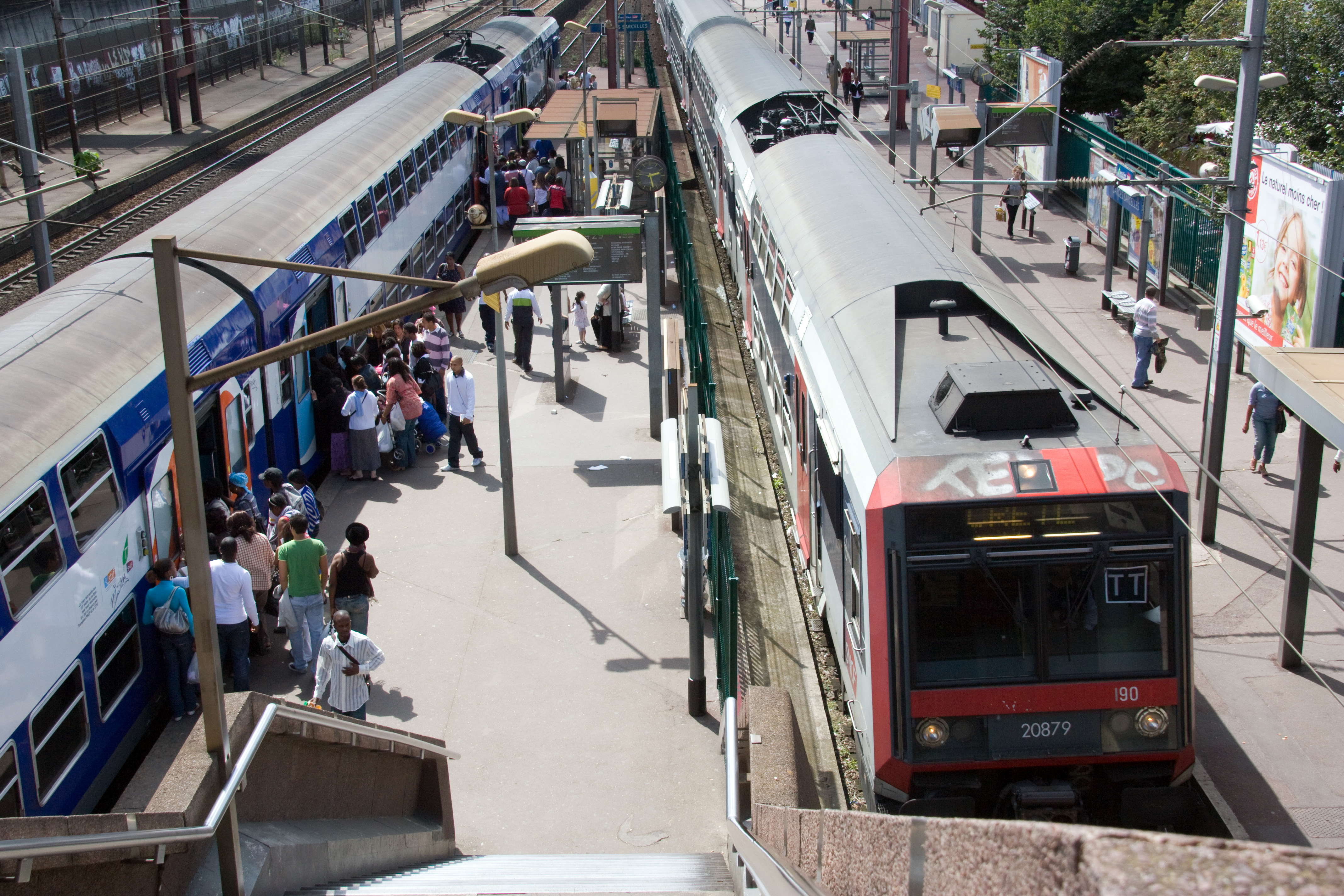
À droite: voie 1, rame Z20500 à destination de Creil. À gauche: voie 2, rame Z20500 rénovée à destination de Paris-Gare-du-Nord.

La gare est desservie par les trains de la ligne D du RER.
Comme d'autres gares situées à proximité d’un quartier difficile, elle connait un taux de délinquance assez élevé (agressions et vandalisme)[réf. nécessaire]. Pour cette raison, un commissariat de secteur dans la gare de Garges - Sarcelles a été inauguré le 24 mai 2004 afin d'accroître la sécurité de proximité.

## Histoire
Pendant plus d'un siècle, à la suite de l'ouverture de la ligne directe de Paris à Lille via Survilliers - Fosses, de nombreuses demandes d'ouverture d'un arrêt émanent des communes de Garges-lès-Gonesse et de Sarcelles auprès de la compagnie du Nord, sans succès. La gare est finalement ouverte le 11 janvier 1959, comme simple point d'arrêt sur la ligne Saint-Denis - Creil, afin de desservir le grand ensemble de la Dame Blanche ainsi que le lotissement plus ancien des Lochères.
La halte est agrandie en 1965, et reconstruite en 1988 pour faire face à la forte hausse de fréquentation. Une cinquième voie est posée lors de la construction de la LGV Nord au début des années 1990 entre Pierrefitte et la nouvelle bifurcation de Gonesse.
En 2016, selon les estimations de la SNCF, la fréquentation annuelle de la gare est de 14 784 561 voyageurs après 14 801 400 voyageurs en 2015 et 13 412 986 voyageurs en 2014.

## Correspondances
La ligne de tramway T5, mise en service le 29 juillet 2013, a son terminus sur le parvis de la gare.
La gare est desservie par les lignes 133, 252, 269, 270 et 368 du réseau de bus RATP, par les lignes 31, 95.02 et Soirée Garges-lès-Gonesse du réseau de bus Roissy Ouest, par la ligne 1527 du réseau de bus de la Vallée de Montmorency, par la ligne Filéo Sarcelles et, la nuit, par les lignes N43, N44 et N146 du réseau Noctilien.

### Projets
Elle pourrait ultérieurement (2040) être desservie par la ligne 19 du métro de Paris.